# 野田泉光院
野田 泉光院（のだ せんこういん、宝暦6年（1756年） - 天保6年（1835年））は、江戸時代の修験僧（山伏）。本名は成亮（しげすけ）、俳号は一葉。
野田氏は代々佐土原藩に仕えており、当山派（真言宗系の修験寺）安宮寺の住職を務めた。泉光院は文化9年9月3日（1812年10月8日）、全国の諸山を巡る修行に出て、全国各地を訪れ、文政元年11月7日（1818年12月4日）佐土原に帰った。
約6年2ヶ月にわたる旅を『日本九峰修行日記』に著し、当時の時代風俗を生き生きと活写している貴重な史料として、後世の歴史家より高く評価されている。

## 主な文献
- 著作『日本九峰修行日記』杉田直編、私家版、1935年
- 著作『日本九峰修行日記』- 鈴木棠三校注『日本庶民生活史料集成2 探検・紀行・地誌　西国篇』（三一書房、1969年）
- 宮本常一『野田泉光院　旅人たちの歴史』（未來社、1980年、新版2009年）ISBN 4624110528
- 石川英輔『泉光院江戸旅日記』（講談社、1994年）ISBN 4062068419
  - 『大江戸泉光院旅日記』（講談社文庫、1997年）ISBN 4062635194
  - 『泉光院江戸旅日記』（ちくま学芸文庫、2014年）ISBN 4480096264